# 君は我が運命
「君は我が運命」（きみはわがさだめ、You Are My Destiny）は、ポール・アンカが作詞・作曲し、自ら歌った楽曲。1957年に発表され、アメリカ合衆国のBillboard Hot 100 チャートで7位まで上昇し、R&Bチャートでも14位まで上昇した。イギリスでもシングルが発売され、6位まで上昇した。
日本語では、「ユー・アー・マイ・ディスティニ（君はわが運命）」、「君はわが運命」、「君こそわが運命」などの表記も用いられた。

## 他のバージョン
同年、ダリダがフランス語版「Tu m'étais destinée」をリリースした。1959年には、アルゼンチンのボーカル・グループ、ロス・シンコ・ラティーノスがスペイン語版「Tu eres mi destino」をリリースした。
1973年には、ヤング101が『ステージ101』のアルバム『ロッカ・バラード・スペシャル』で片桐和子による日本語版を取り上げた。
1977年の西城秀樹 のカバー・アルバム（LP）『ロックンロール・ミュージック/ヒデキ 』に収録。
2007年のアルバム『Classic Songs, My Way』において、アンカはこの曲をマイケル・ブーブレとのデュエットで再録音した。
2009年、ギリシャのアーティスト、ヴァシリコスが、ソロとしてのデビュー・アルバム『Vintage: Songs I Wish I Had Written』で、この曲を取り上げている。